# فيمي أكينواندي
أوبافيمي كارل أكينواندي (من مواليد 1 مايو 1996) هو لاعب كرة قدم إنجليزي محترف يلعب في صفوف نادي كارشالتون أثلتيك.

## روابط خارجية
- فيمي أكينواندي على موقع قاعدة بيانات كرة القدم.إي يو (الإنجليزية)
- فيمي أكينواندي على موقع Soccerbase.com (لاعب) (الإنجليزية)
- فيمي أكينواندي على موقع Soccerway.com (الإنجليزية)